# Jean Milton Berdan
Pour les articles homonymes, voir Berdan.
Jean Milton Berdan (19 mai 1916 - 16 novembre 2004) est uns géologue américaine.

## Biographie
Jean Berdan est née en 1916. Après avoir obtenu une licence au Vassar College, elle obtient un doctorat à l'université de Yale en 1949. Elle rejoint la division des ressources en eau de l'United States Geological Survey en 1942. L'année où elle obtient son diplôme à Yale, elle fait carrière dans la branche de paléontologie et de stratigraphie de l'USGS. Elle réalise des ostracodes et des stratigraphies pour les périodes Ordovicien, Silurien et Dévonien. Elle écrit de nombreux articles sur ces sujets, notamment des examens et des rapports de l'USGS, des dossiers, des notes et des photographies. Elle décède en 2004,.